# 麥克拉爾冰川
83°47′S 167°15′E / 83.783°S 167.250°E
麥克拉爾冰川（英語：Mackellar Glacier）是南極洲的冰川，位於沙克爾頓海岸的亞歷山德拉皇后山脈地區，流經漢普頓嶺東側，由新西蘭探險隊命名。